# Chumma foordi
Espèce
Chumma foordi est une espèce d'araignées aranéomorphes de la famille des Macrobunidae.

## Distribution
Cette espèce est endémique du Cap-Occidental en Afrique du Sud,. Elle se rencontre vers Le Cap.

## Description
Le mâle holotype mesure 2,83 mm.

## Systématique et taxinomie
Cette espèce a été décrite par Marusik et Haddad en 2024.

## Étymologie
Cette espèce est nommée en l'honneur de Stefan Hendrik Foord.

## Publication originale
- Marusik & Haddad, 2024 : « A new species and new records of Chumma (Araneae, Macrobunidae) from South Africa. » African Invertebrates, vol. 65, no 2, p. 329-338 (texte intégral).